# Vicente Zarazúa
Vicente Zarazúa (Tacubaya, Ciutat de Mèxic, 27 d'agost de 1944) fou un tennista mexicà de les dècades de 1960 i 70.
Va participar en els Jocs Olímpics de Ciutat de Mèxic (1968), on el tennis fou esport de demostració i exhibició. En la competició de demostració individual es va quedar a les portes de les medalles arribant a quarts de final, mentre que tan en la de dobles masculins com en les dues proves d'exhibició (individual i dobles masculins) va obtenir la medalla d'or. Les proves de dobles masculins les va disputar junt a Rafael Osuna, mentre que els mixts amb Lourdes Góngora.
Va guanyar el campionat nacional mexicà en múltiples ocasions, tan en categoria júnior com sénior, i va formar part de l'equip mexicà de Copa Davis durant una dècada a partir de 1964.